# Споменик Револуције у Руми
Споменик Револуције је споменик у центру града Руме. Изграђен је 1975. године. Као непокретно културно добро представља знаменито место.
Идејни пројекат израдили су архитекте Живојин Карапешић, Цвета Давичо и Миша Давид. Коначни изглед споменика израдили су Цвета Давичо и Миша Давид.
Пројектанти су обликовали споменик и трг тако да буду функционални као место свакодневног окупљања и простор свакодневице, а уједно чине и добар контраст са саврменим грађевинама у центру.
Амфитеатралан спомен простор првобитно је обликован од бетонских елемената и црвене опеке, а над њим се налази седам металних форми које подсећају на трубе и представљају формираних седам војвођанских народноослободилачких бригада. Рог, односно труба, симбол су, међу осталим, позива на устанак или јуриш, чиме је оправдан и назив споменика.
Данас је трг око споменика поплочан мермерним плочама у једном нивоу.